# تسیتلمتا
تسیتلمتا (گرجی: წითელმთა) یک دهکده در شهرداری ازورگتی ناحیه گوریا در غرب گرجستان است.